# 3納米制程
3奈米製程是半导体制造制程的一個水準，此技術必須使用EUV進行生產。甚至是高數值孔徑極紫外光。
3奈米的繼承者為2奈米。

## 歷史
國際裝置與系統發展路線圖（IRDS）在2017年曾預計3奈米製程將在2024年量產。
2017年9月29日，台積電宣布未來3奈米（nm）製程晶圓廠，落腳台灣台南市的南部科學工業園區，預計最快2022年量產。台積電於2020年第一季宣布3奈米製程將在2021年試產，並在2022下半年正式量產，其3奈米製程繼續採用FinFET（鰭式場效電晶體）。
2019年5月，三星表示其3奈米产品預計于2021年推出。此后由于受到疫情影響，三星的3奈米製程推出時程被延後到了2022年。
Intel在2019年洩漏的路線圖顯示，其3奈米製程預計在2025年推出。節點改名的Intel 3預計2024年推出。
2022年7月25日，三星宣布推出首款3奈米製程晶片，採用GAA FET（閘極全環場效電晶體）技術
2023年9月15日，蘋果公司發布新一代iPhone 15系列手機，其中iPhone 15 Pro以上系列搭載的A17 Pro處理器由台積電3奈米工藝代工製造，成為全球首款量產的3奈米工藝處理器晶片。
2025年5月22日，小米发布由台积电第二代3纳米制程工艺（N3E）制造的玄戒O1芯片，搭载于Xiaomi 15S Pro手机与Xiaomi Pad 7 Ultra平板电脑上。